# Byrrhus tuscanus
Byrrhus tuscanus là một loài bọ cánh cứng trong họ Byrrhidae. Loài này được Dohrn miêu tả khoa học năm 1872.